# 印度工人党
印度工人党（英語：Workers Party of India）是印度的一个共产主义政党。该党的前身是成立于1943年的印度民主先锋。1960年，印度民主先锋改组为印度工人党。2011年，该党加入印度共产党（马克思主义）领导的左翼阵线。该党的书记是Manik Dutta。